# Australopithecus garhi
Australopithecus garhi je vrsta iz skupine gracilnih australopitecina stara oko 2,5 milijuna godina, čije je fosile otkrio tim istraživača 1996. godine pod vodstvom etiopskog paleontologa Berhanea Asfawa i američkog paleontologa Tima Whitea. Ta se vrsta smatra ljudskim pretkom, a moguće i izravnim pretkom ljudskog roda Homo.

## Otkriće
Tim White bio je znanstvenik koji je 1996. pronašao prvog od ključnih fosila vrste A. garhi u formaciji Bouri u srednjem Avašu (Afarska depresija, Etiopija). Etiopski paleoantropolog Yohannes Haile-Selassie potvrdio ju je i osnovao 20. studenog 1997. godine. Epitet "garhi" u nazivu vrste na lokalnom afarskom znači "iznenađenje".

## Morfologija i tumačenja
Osobine fosila A. garhi, kao što je BOU-VP-12/130, donekle su drukčije od onih koje se obično mogu naći kod vrsta Australopithecus afarensis i Australopithecus africanus. Jedan primjer razlika može se naći pri usporedbi gornje čeljusti iz Hadara (A. afarensis) s primjerkom A. garhi iz Bourija. Zapremina mozga A. garhi iznosila je 450cc, isto kao i kod ostalih australopitecina.
Donja čeljust klasificirana kao Asfaw et al.ima morfologiju koja općenito odgovara toj istoj vrsti, ali je moguće da je pripadala nekoj drugoj vrsti hominina koja je zakopana u istim naslagama. Istraživanja pretkutnjaka i kutnjaka pokazala su nekoliko sličnosti s onima kod vrste Paranthropus boisei, jer su veći nego u bilo kojeg gracilnog oblika australopitecina. Predloženo je da bi, ako je A. garhi zaista bio predak roda Homo (tj. Homo habilisa), morfologija gornje čeljusti prošla kroz brze evolutivne promjene u otprilike 200 000 do 300 000 godina.

### Najraniji kameni alat
Uz fosile A. garhi pronađeno je nekoliko primitivno oblikovanih kamenih alata starih između 2,5 i 2,6 milijuna godina, koji dosta sliče na olduvansku tehnologiju. Predloženo je da su ti alati stariji od onih koje je posjedovao Homo habilis, koji se smatra mogućim izravnim pretkom modernijih hominina. Antropolozi su dugo vremena pretpostavljali da su samo rani pripadnici roda Homo imali sposobnost stvaranja složenih alata. Međutim, kod ovih grubo obrađenih drevnih alata nedostaju mnoge tehnike koje se obično mogu naći u kasnijim oblicima olduvanske i ašelejenske kulture. Na jednom drugom nalazištu u Bouriju (Etiopija) pronađeno je oko 3000 kamenih artefakata starosti oko 2,5 milijuna godina.

## Vanjske poveznice
- Australopithecus garhi. The Smithsonian Institution's Human Origins Program. Inačica izvorne stranice arhivirana 21. rujna 2013. Pristupljeno 1. ožujka 2011.
- Najraniji ljudski preci: nova otkrića, nova tumačenja. Science in Africa. 2001. Inačica izvorne stranice arhivirana 23. prosinca 2010. Pristupljeno 1. ožujka 2011.
- Australopithecus garhi. ArchaelogyInfo. Inačica izvorne stranice arhivirana 27. kolovoza 2018. Pristupljeno 1. ožujka 2011.
- Australopithecus garhi: Nova vrsta ranog hominida iz Etiopije. Bellarmine University. Inačica izvorne stranice arhivirana 7. lipnja 2011. Pristupljeno 1. ožujka 2011.